# 24-Stunden-Rennen von Le Mans 1977

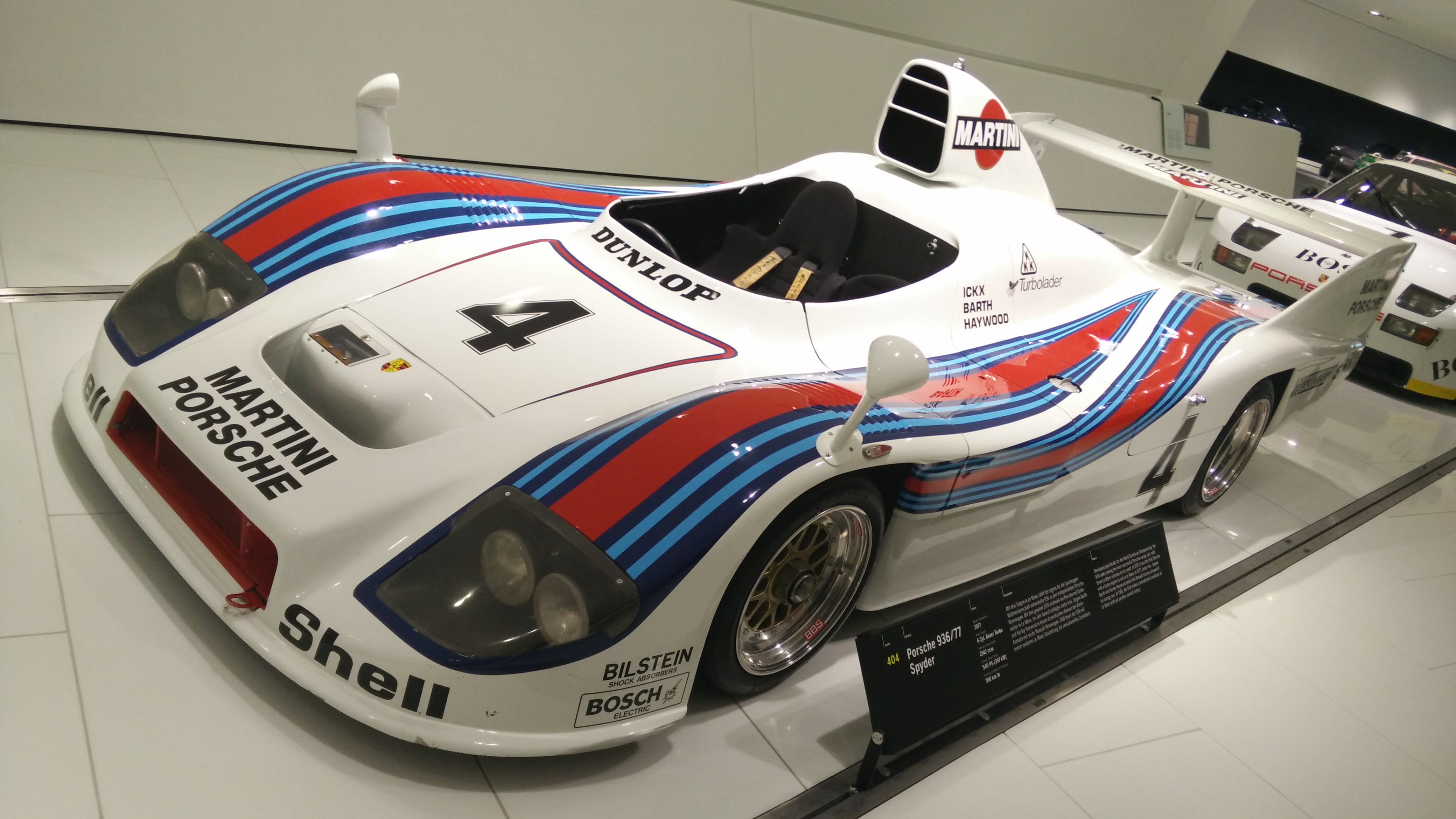
Der Siegerwagen mit der Startnummer 4: Porsche 936 von Jacky Ickx, Hurley Haywood und Jürgen Barth

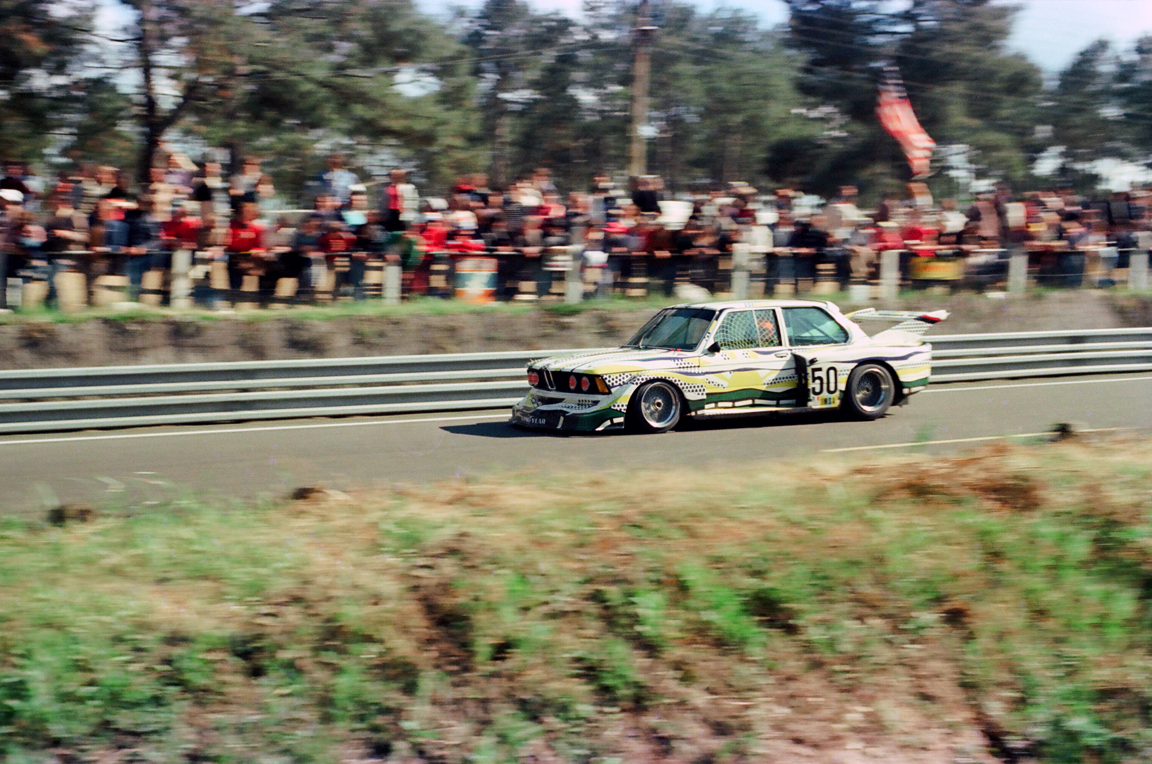
Das von Roy Lichtenstein gestaltete BMW Art Car mit der Startnummer 50 erreichte Gesamtrang 9

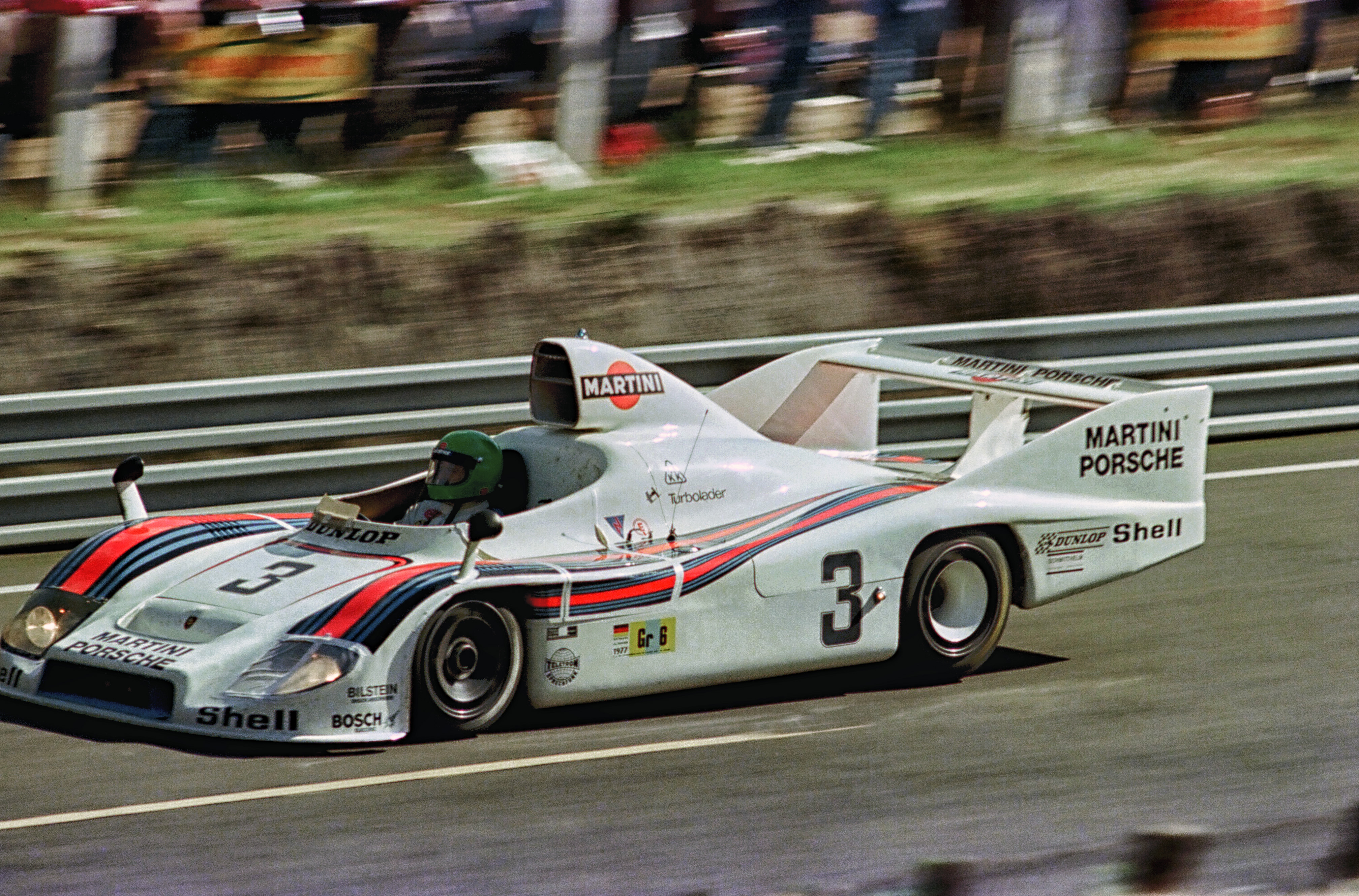
Henri Pescarolo im Porsche 936 in der Anfangsphase des Rennens. Nach 45 Runden musste der Wagen mit Motorschaden abgestellt werden

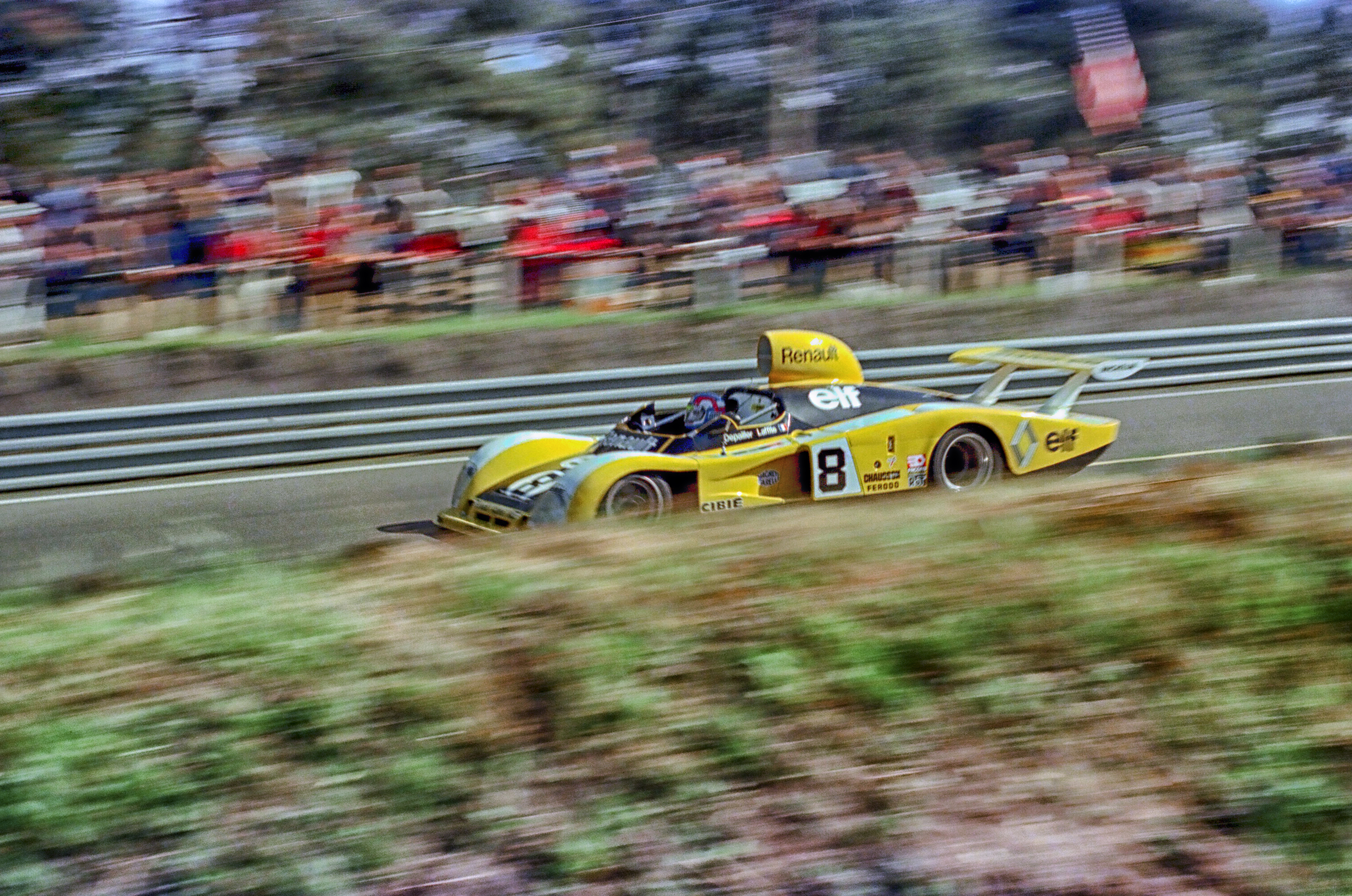
Patrick Depailler im Alpine A442

Das 45. 24-Stunden-Rennen von Le Mans, der 45e Grand Prix d’Endurance les 24 Heures du Mans, auch 24 h du Mans, Circuit de la Sarthe, Le Mans, fand vom 11. bis 12. Juni 1977 auf dem Circuit des 24 Heures statt.

## Das Rennen

### Die Teams
Nach den ersten Versuchen in den 1960er- und 1970er-Jahren kam Renault Alpine 1977 erneut mit seinen Sportprototypen nach Le Mans, um das 24-Stunden-Rennen zu gewinnen. Unter der Leitung von Teamchef Gérard Larrousse, der als Fahrer 1973 und 1974 das Rennen für Matra gewonnen hatte, brachte Renault drei Werkswagen an die Sarthe. Die drei A442 wurden von 2-Liter-V6-Turbomotoren angetrieben. Ein vierter A442 wurde von Jacky Haran und Hugues de Chaunac, dem Gründer von ORECA, eingesetzt und hatte ausreichend Werksunterstützung. Eng verbunden mit der Renault-Werksmannschaft war auch die Grand Touring Cars Incorporation. Die beiden Mirage GR8 waren 1977 ebenfalls mit den 2-Liter-Turbomotoren von Renault bestückt.
Härtester Widersacher von Renault war wieder Porsche. Das Werksteam aus Zuffenhausen setzte zwei 936 Spyder und einen 935 ein. Die bekannteste Fahrerpaarung war das Duo Jacky Ickx und Henri Pescarolo, beide mehrfache Le-Mans-Sieger. Zum Werks-935 kamen vier weitere Wagen dieses Typs, die von den deutschen Teams Loos und Kremer gemeldet wurden. Insgesamt, verteilt über die unterschiedlichen Klassen, waren 27 Porsche am Start.
Neben Alpine kamen auch die Inaltéra-Prototypen aus Frankreich. Dort setzte man bei der Motorenwahl auf die V8-Motoren von Cosworth. Dieses Aggregat kam auch im neuen Lola von Alain de Cadenet zum Einsatz. Nach einem Jahr der Absenz war mit dem 365 GT4/BB des North American Racing Team wieder ein Ferrari am Start und zum ersten Mal seit 1964  ein Aston Martin. Robin Hamilton hatte einen Aston Martin DBS mit einem 5,3-Liter-V8-Motor für dieses Rennen aufgebaut und in der GTP-Klasse gemeldet.

### Der Rennverlauf
Sofort nach dem Start übernahmen die Werks-Renault die Führung im Rennen. Ganz vorn lag der A442 mit der Startnummer 9, der von der Pole-Position aus ins Rennen gegangen war und abwechselnd von Jean-Pierre Jabouille und Derek Bell gefahren wurde. Allerdings hatte Renault schon in der ersten Runde auch einen Ausfall zu verzeichnen. Der private A442 musste schon in der ersten Runde mit Turboladerschaden abgestellt werden. Schnellster Porsche war in der Anfangsphase der Werks-935 von Rolf Stommelen und Manfred Schurti, aber der Wagen bekam bald technische Probleme und fiel nach drei Rennstunden endgültig aus. Nach drei Stunden führte nach wie vor der Bell/Jabouille-Renault, jetzt vor den beiden 936-Spydern. In der Folge entwickelte sich ein Rad-an-Rad-Duell zwischen Jean-Pierre Jabouille und Henri Pescarolo, das mit einem Ausfall des Porsche endete, nachdem Pescarolo den Motor überdreht hatte. Der zweite Werks-Porsche 936 von Jürgen Barth und Hurley Haywood hatte bereits den Tausch der Benzinpumpe hinter sich und war bis ans Ende der Wertung zurückgefallen.
An der Spitze lagen jetzt die drei Werks-Renault. Bei Porsche traf man eine weitreichende Entscheidung und setzte Jacky Ickx kurzerhand als dritten Fahrer in den Wagen von Barth und Haywood. Vom Reglement war dieser Vorgang gedeckt, da Piloten innerhalb eines Teams auch in zwei Wagen fahren durften. Jacky Ickx fuhr in der Nacht eines seiner besten Sportwagenrennen und brachte den Porsche bis an die vierte Stelle der Gesamtwertung nach vorn. Und was kaum mehr für möglich gehalten wurde, geschah im Laufe des Sonntagvormittags. Der Porsche ging in Führung, weil alle drei Renault mit Motorschäden ausfielen. Eine Stunde vor Schluss lag der Schuppan/Jarier-Mirage GR8 an zweiter Stelle, allerdings mit einem Rückstand von 16 Runden auf den Werks-Porsche 936. Der Porsche stand aber mit einem Zylinderschaden an der Box und es war unsicher, ob die Techniker den 936 noch einmal zum Laufen bringen würden. Das Reglement sah vor, dass unabhängig vom Vorsprung ein Fahrzeug die Ziellinie überfahren musste, um gewertet zu werden. Die gesamte Renault-Alpine-Mannschaft hatte sich in der Mirage-Box versammelt, als der Porsche mit Barth am Steuer wenige Minuten vor Rennende aus der Box geschoben wurde und mit rauchendem Motor und in langsamer Fahrt zwei Runden um den Kurs zum Sieg fuhr. Dahinter wurden Vern Schuppan und Jean-Pierre Jarier Zweite im GR8.

## Ergebnisse

### Piloten nach Nationen
| 78 Franzosen   | 18 Briten    | 13 Schweizer      | 9 Belgier      | 9 US-Amerikaner |
| 4 Deutsche     | 3 Australier | 3 Italiener       | 3 Niederländer | 3 Spanier       |
| 1 Ecuadorianer | 1 Ire        | 1 Liechtensteiner | 1 Luxemburger  | 1 Marokkaner    |

### Schlussklassement
| Pos.               | Klasse   | Nr. | Team                                    | Fahrer                                                        | Chassis                 | Motor                              | Reifen | Runden |
| ------------------ | -------- | --- | --------------------------------------- | ------------------------------------------------------------- | ----------------------- | ---------------------------------- | ------ | ------ |
| 1                  | S +2.0   | 4   | Martini Racing Porsche System           | Jürgen Barth Hurley Haywood Jacky Ickx                        | Porsche 936/77          | Porsche Type-935 2.1L Turbo Flat-6 | D      | 342    |
| 2                  | S +2.0   | 10  | Grand Touring Cars Inc                  | Vern Schuppan Jean-Pierre Jarier                              | Mirage GR8              | Renault 2.0L Turbo V6              | G      | 331    |
| 3                  | Gruppe 5 | 40  | JMS Racing Team                         | Claude Ballot-Léna Peter Gregg                                | Porsche 935             | Porsche Type-935 2.9L Turbo Flat-6 | D      | 315    |
| 4                  | GTP      | 88  | Inaltera                                | Jean Ragnotti Jean Rondeau                                    | Inaltera LM77           | Cosworth DFV 3.0L V8               | G      | 315    |
| 5                  | S +2.0   | 5   | Alain de Cadenet                        | Alain de Cadenet Chris Craft                                  | De Cadenet LM           | Cosworth DFV 3.0L V8               | G      | 315    |
| 6                  | S 2.0    | 20  | Racing Organisation Course              | Michel Pignard Albert Dufréne Jacques Henry                   | Chevron B36             | ROC-Chrysler 2.0L I4               |        | 303    |
| 7                  | GT       | 58  | Porsche Kremer Racing                   | Bob Wollek Jean-Pierre Wielemans Philippe Gurdjian            | Porsche 934             | Porsche 3.0L Turbo Flat-6          | G      | 298    |
| 8                  | IMSA     | 71  | Luigi Racing                            | Jean Xhenceval Pierre Dieudonné Spartaco Dini                 | BMW 3.0 CSL             | BMW 3.2L I6                        | D      | 291    |
| 9                  | IMSA     | 50  | Hervé Poulain                           | Hervé Poulain Marcel Mignot                                   | BMW 320i                | BMW 2.0L I4                        | G      | 287    |
| 10                 | IMSA     | 61  | Christian Gouttepifre                   | Christian Gouttepifre Philippe Malbran Alain Leroux           | Porsche 911 Carrera RS  | Porsche 3.0L Flat-6                | D      | 281    |
| 11                 | S +2.0   | 2   | Inaltera                                | Lella Lombardi Christine Beckers                              | Inaltera LM77           | Cosworth DFV 3.0L V8               | G      | 279    |
| 12                 | IMSA     | 70  | JMS Racing Team                         | Simon De Lautour Jean-Pierre Delaunay Jacques Guérin          | Porsche 911 Carrera RSR | Porsche 3.0L Flat-6                | D      | 275    |
| 13                 | S +2.0   | 1   | Inaltera                                | Jean-Pierre Beltoise Al Holbert                               | Inaltera LM77           | Cosworth DFV 3.0L V8               | G      | 275    |
| 14                 | IMSA     | 79  | Ravenel Fréres                          | Jean-Louis Ravenel Jacky Ravenel Jean-Marie Détrin            | Porsche 911 Carrera RS  | Porsche 3.0L Flat-6                |        | 274    |
| 15                 | GTP      | 86  | WM A.E.R.E.M.                           | Max Mamers Jean-Daniel Raulet Xavier Mathiot                  | WM P76                  | Peugeot PRV 2.7L V6                | M      | 274    |
| 16                 | IMSA     | 75  | North American Racing Team              | François Migault Lucien Guitteny                              | Ferrari 365 GT4/BB      | Ferrari 4.4L Flat-12               | G      | 268    |
| 17                 | GTP      | 83  | SAS Robin Hamilton                      | Robin Hamilton David Preece Mike Salmon                       | Aston Martin AM V8      | Aston Martin 5.3L V8               | D      | 260    |
| 18                 | Gruppe 5 | 47  | Anne-Charlotte Verney BP                | Anne-Charlotte Verney René Metge Dany Snobeck Hubert Striebig | Porsche 911 Carrera RSR | Porsche 3.0L Flat-6                |        | 254    |
| 19                 | GT       | 56  | JMS Racing Team                         | Jean-Louis Bousquet Cyril Grandet Philippe Dagoreau           | Porsche 934             | Porsche 3.0L Turbo Flat-6          |        | 253    |
| 20                 | IMSA     | 77  | Wynn’s International                    | Dennis Aase Robert Kirby John Hotchkis                        | Porsche 911 Carrera RSR | Porsche 3.0L Flat-6                | G      | 246    |
| Nicht klassiert    |          |     |                                         |                                                               |                         |                                    |        |        |
| 21                 | S 2.0    | 31  | Dorset Racing Associates                | Ian Harrower Martin Birrane Ernst Berg Richard Down           | Lola T290/4S            | Cosworth BD 2.0L I4                | G      | 212    |
| Disqualifiziert    |          |     |                                         |                                                               |                         |                                    |        |        |
| 22                 | GTP      | 85  | WM A.E.R.E.M.                           | Marc Sourd Jean-Louis Lafosse Xavier Mathiot                  | WM P77                  | Peugeot PRV 2.7L Turbo V6          | M      | 90     |
| Ausgefallen        |          |     |                                         |                                                               |                         |                                    |        |        |
| 23                 | S +2.0   | 8   | Renault Sport                           | Patrick Depailler Jacques Laffite                             | Alpine A442             | Renault 2.0L Turbo V6              | M      | 289    |
| 24                 | Gruppe 5 | 39  | Gelo Racing Team                        | Toine Hezemans Tim Schenken Hans Heyer                        | Porsche 935             | Porsche Type-935 2.9L Turbo Flat-6 | G      | 269    |
| 25                 | S +2.0   | 9   | Renault Sport                           | Jean-Pierre Jabouille Derek Bell                              | Alpine A442             | Renault 2.0L Turbo V6              | M      | 257    |
| 26                 | GTX      | 96  | GVEA Porsche Club Romand                | André Savary Jean-Robert Corthay Antoine Salamin              | Porsche 911 Carrera RS  | Porsche 3.0L Flat-6                |        | 211    |
| 27                 | IMSA     | 78  | Charles Ivey Racing                     | John Rulon-Miller John Cooper Peter Lovett                    | Porsche 911 Carrera RSR | Porsche 3.0L Flat-6                |        | 198    |
| 28                 | IMSA     | 80  | Bernard Béguin                          | Bernard Béguin Robert Boubet Jean-Claude Briavoine            | Porsche 911 Carrera RS  | Porsche 3.0L Flat-6                | D      | 191    |
| 29                 | S 2.0    | 25  | Racing Organisation Course              | Max Cohen-Olivar Alain Flotard Michel Dubois                  | Chevron B36             | ROC-Chrysler 2.0L I4               |        | 176    |
| 30                 | S 2.0    | 21  | P. P. Sauber AG                         | Eugen Strähl Peter Bernhard                                   | Sauber C5               | BMW 2.0L I4                        |        | 161    |
| 31                 | GT       | 59  | Schiller Racing Team                    | François Sérvanin Laurent Ferrier Franz Hummel                | Porsche 934             | Porsche 3.0L Turbo Flat-6          |        | 160    |
| 32                 | S +2.0   | 7   | Renault Sport                           | Patrick Tambay Jean-Pierre Jaussaud                           | Alpine A442             | Renault 2.0L Turbo V6              | M      | 158    |
| 33                 | GTP      | 87  | Bernard Decure                          | Bernard Decure Jean-Luc Thérier Jacky Cauchy                  | Alpine A310             | Renault PRV 2.7L V6                | M      | 137    |
| 34                 | GT       | 60  | Schiller Racing Team                    | Claude Haldi Florian Vetsch Angelo Pallavicini                | Porsche 934             | Porsche 3.0L Turbo Flat-6          |        | 123    |
| 35                 | GT       | 57  | Nicolas Koob                            | Nicolas Koob Willy Braillard Guillermo Ortega                 | Porsche 934             | Porsche 3.0L Turbo Flat-6          |        | 116    |
| 36                 | GT       | 55  | Escuderia Montjuich                     | Juan Fernández Eugenio Baturone Raphael Tarradas              | Porsche 934             | Porsche 3.0L Turbo Flat-6          |        | 115    |
| 37                 | S +2.0   | 14  | Daniel Broudy                           | Patrick Perrier Xavier Lapeyre                                | Lola T286               | Cosworth DFV 3.0L V8               |        | 104    |
| 38                 | S 2.0    | 29  | Osella Squadra Corse                    | Alain Cudini Raymond Touroul Anna Cambiaghi                   | Osella PA5              | BMW 2.0L I4                        | P      | 100    |
| 39                 | GT       | 63  | Joël Laplacette                         | Joël Laplacette Yves Courage André Gahinet                    | Porsche 911 Carrera RSR | Porsche 3.0L Flat-6                |        | 100    |
| 40                 | S 2.0    | 32  | André Chevalley                         | André Chevalley François Trisconi Wink Bancroft               | Cheetah G601            | BMW 2.0L I4                        |        | 93     |
| 41                 | Gruppe 5 | 48  | Thierry Perrier                         | Thierry Perrier Jean Belliard                                 | Porsche 911 Carrera     | Porsche 3.0L Flat-6                |        | 90     |
| 42                 | Gruppe 5 | 49  | Hubert Striebig                         | Guy Chasseuil Hubert Striebig Hughes Kirschoffer              | Porsche 934/5           | Porsche Type-935 3.2L Turbo Flat-6 | D      | 65     |
| 43                 | S +2.0   | 11  | Grand Touring Cars Inc.                 | Sam Posey Michel Leclère                                      | Mirage GR8              | Renault 2.0L Turbo V6              | G      | 58     |
| 44                 | Gruppe 5 | 41  | Martini Racing Porsche System           | Rolf Stommelen Manfred Schurti                                | Porsche 935/77          | Porsche Type-935 2.9L Turbo Flat-6 | D      | 52     |
| 45                 | GT       | 62  | Georges Bourdillat                      | Georges Bourdillat Bruno Sotty Alain-Michel Bernhard          | Porsche 911 Carrera     | Porsche 3.0L Flat-6                |        | 52     |
| 46                 | IMSA     | 72  | Luigi Racing                            | Tom Walkinshaw Eddy Joosen Claude de Wael                     | BMW 3.0 CSL             | BMW 3.2L I6                        | D      | 46     |
| 47                 | S +2.0   | 3   | Martini Racing Porsche System           | Jacky Ickx Henri Pescarolo                                    | Porsche 936/77          | Porsche Type-935 2.1L Turbo Flat-6 | D      | 45     |
| 48                 | GTP      | 89  | Team Esso Aseptogyl                     | Christine Dacremont Marianne Hoepfner                         | Lancia Stratos          | Ferrari Dino 2.4L Turbo V6         | M      | 37     |
| 49                 | IMSA     | 76  | Jean-Claude Giroix                      | Jean-Claude Depince Jacques Coulon                            | BMW 3.0 CSL             | BMW 3.2L I6                        | D      | 28     |
| 50                 | S 2.0    | 28  | Jean-Marie Lemerle                      | Jean-Marie Lemerle Alain Levié Pierre-François Rousselot      | Lola T294               | ROC-Chrysler 2.0L I4               |        | 27     |
| 51                 | S 2.0    | 22  | Chandler Ibec International             | Tony Charnell Ian Bracey John Hine Robin Smith                | Chevron B31             | Cosworth FVD 2.0L I4               |        | 21     |
| 52                 | S 2.0    | 30  | G.V.E.A.                                | Georges Morand Christian Blanc Fréderic Alliot                | Lola T296               | Cosworth BDG 2.0L I4               |        | 19     |
| 53                 | Gruppe 5 | 38  | Gelo Racing Team                        | Tim Schenken Toine Hezemans Hans Heyer                        | Porsche 935             | Porsche Type-935 2.8L Turbo Flat-6 | G      | 15     |
| 54                 | Gruppe 5 | 42  | Porsche Kremer Racing                   | John Fitzpatrick Guy Edwards Nick Faure                       | Porsche 935 K2          | Porsche Type-935 2.8L Turbo Flat-6 | G      | 15     |
| 55                 | S +2.0   | 16  | Equipe Jacky Haran et Hugues de Chaunac | Didier Pironi René Arnoux Guy Fréquelin                       | Alpine A442             | Renault 2.0L Turbo V6              |        | 1      |
| Nicht gestartet    |          |     |                                         |                                                               |                         |                                    |        |        |
| 56                 | GTP      | 84  | Jean-Louis Chateau                      | Jean-Louis Chateau                                            | Porsche 935             | Porsche Type-935 2.8L Turbo Flat-6 |        | 1      |
| 57                 | S 2.0    | 20  | Daniel Brillat Symaz Racing             | Daniel Brillat Eric Vaugnet Sandro Plastina                   | Cheetah G601            | Cosworth BDG 2.0L I4               |        | 2      |
| Nicht qualifiziert |          |     |                                         |                                                               |                         |                                    |        |        |
| 58                 | S 2.0    | 6   | Alain de Cadenet                        | Simon Phillips Tony Birchenhough Richard Bond                 | De Cadenet LM76         | Cosworth DFV 3.0L V8               |        | 3      |
| 59                 | S 2.0    | 27  | Société Racing Organisation Course      | Jean-Louis Bos Fred Stalder Jacky Haran                       | Chevron B36             | ROC-Chrysler 2.0L I4               |        | 4      |
| 60                 | IMSA     | 43  | Louis Meznarie                          | Thierry Sabine Jean Bélin                                     | Porsche Carrera RSR     | Porsche 3.0L Turbo Flat-6          |        | 5      |
| 61                 | GT       | 66  | André Gahinet                           | Christian Bussi André Gahinet                                 | Porsche 934             | Porsche 3.0L Turbo Flat-6          |        | 6      |
| 62                 | IMSA     | 73  | Maurice Ouviére                         | Philippe Jaffrenou Roger Dorchy Philippe Streiff              | Porsche 911 Carrera RSR | Porsche 3.0L Turbo Flat-6          |        | 7      |

1 zurückgezogen
2 Unfall im Training
3 nicht qualifiziert
4 nicht qualifiziert
5 nicht qualifiziert
6 nicht qualifiziert
7 nicht qualifiziert

### Nur in der Meldeliste
Hier finden sich Teams, Fahrer und Fahrzeuge die ursprünglich für das Rennen gemeldet waren, aber aus den unterschiedlichsten Gründen daran nicht teilnahmen.
| Pos. | Klasse   | Nr. | Team                       | Fahrer                                                                | Chassis                | Motor                              | Reifen |
| ---- | -------- | --- | -------------------------- | --------------------------------------------------------------------- | ---------------------- | ---------------------------------- | ------ |
| 63   | Gruppe 4 | 67  | Scuderia Jolly Club        | Anna Cambiaghi Emilio Paleari                                         | Lancia Stratos         | Ferrari Dino 2.4L Turbo V6         |        |
| 64   | S 2.0    |     | Osella Squadra Corse       | Anna Cambiaghi Giorgio Francia                                        | Osella PA5             | BMW 2.0L I4                        |        |
| 65   | GTX      |     | North American Racing Team |                                                                       | Ferrari 308GTB         | Ferrari 3.0L V8                    |        |
| 66   | Gruppe 5 |     | Egon Evertz KG             |                                                                       | Porsche 935            | Porsche Type-935 2.9L Turbo Flat-6 |        |
| 67   | Gruppe 5 |     | Porsche Kremer Racing      |                                                                       | Porsche 935            | Porsche Type-935 2.9L Turbo Flat-6 |        |
| 68   | S 2.0    |     | Maison du Chalet           | Yves Courage Jean-Philippe Grand                                      | Lola T294              | ROC-Chrysler 2.0L I4               |        |
| 69   | S 2.0    |     | Jacky Haran                | Jacky Haran                                                           | Lola T294              | ROC-Chrysler 2.0L I4               |        |
| 70   | GTX      |     | Ward Racing                | Jean-Pierre Malcher Michael Keyser Milt Minter                        | Ferrari 365 GTB/4      | Ferrari 4.4L Flat-12               |        |
| 71   | GTP      |     | Jean-Louis Chateau         | Michel Maitam                                                         | Ferrari 512 BB         | Ferrari 4.9L Flat-12               |        |
| 72   | IMSA     |     | John Greenwood             | John Greenwood Bernard Darniche                                       | Chevrolet Corvette     | Chevrolet 7.0L V8                  |        |
| 73   | Gruppe 5 |     | Jean Blaton                | John Cooper Tim Goss                                                  | Porsche 935            | Porsche Type-935 2.8L Turbo Flat-6 |        |
| 74   | S + 2.0  |     | Shin Kato                  | Motoharu Kurosawa Yasuhiro Okamoto Masayuki Kaneda Harukini Takahashi | Sigma MC77             | Toyota                             |        |
| 75   | S + 2.0  |     | Charles Graemiger          | Francois Servanin Laurent Ferrier Franz Hummel                        | Cheetah G602           | Ford                               |        |
| 76   | S 2.0    |     | Georges Schäfer            | Georges Schäfer                                                       | Chevron B26            | Cosworth BDG 2.0L I4               |        |
| 77   | S 2.0    |     | Auto-Team                  | Jean-Christian Duby Lucien Rossiaud Marc Frischknecht                 | Chevron B26            | Cosworth BDG 2.0L I4               |        |
| 78   | S 2.0    |     | Escuderia Montjuich        | Eugenio Baturone Antonio Oygdellivo „Jean-Claude“                     | Lola T294              | ROC-Chrysler 2.0L I4               |        |
| 79   | Gruppe 5 |     | Yacco                      | Jean-Claude Géral Michel Guicherd Patrick Piget Christian Avril       | Plymouth Barracuda     |                                    |        |
| 80   | Gruppe 5 |     | Christine Laure            | Christian Poirot Robert Boubet                                        | Porsche 934            | Porsche 3.0L Turbo Flat-6          |        |
| 81   | GTX      |     | Ecurie 13 Etoiles          | Philippe Carron Paul-Bernard Mugnier Antoine Salamin                  | Porsche 911 Carrera    | Porsche 3.0L Turbo Flat-6          |        |
| 82   | GTX      |     | André Wicky                | André Wicky Max Cohen-Olivar Philippe Carron                          | Porsche 911 Carrera    | Porsche 3.0L Turbo Flat-6          |        |
| 83   | Gruppe 5 |     | Martin Birrane             |                                                                       | Jaguar XJS             |                                    |        |
| 84   | Gruppe 5 |     | Thierry Sabine             |                                                                       | Porsche 911 Carrera    | Porsche 3.0L Flat-6                |        |
| 85   | S 2.0    |     | Sandro Plastina            | Sandro Plastina Mario Luini                                           | Cheetah G501           | Cosworth BD 2.0L I4                |        |
| 86   | Gruppe 4 |     | Robert Boubet              | René Boubet Jean-Louis Chateau                                        | Porsche 911 Carrera RS | Porsche 3.0L Flat-6                |        |
| 87   | Gruppe 4 |     | Jean-Marc de Susini        |                                                                       | Porsche 911 Carrera    | Porsche 3.0L Flat-6                |        |

### Klassensieger
| Klasse                      | Fahrer         | Fahrer                 | Fahrer            | Fahrzeug       | Platzierung im Gesamtklassement |
| Index of Thermal Efficiency | Michel Pignard | Albert Dufréne         | Jacques Henry     | Chevron B36    | Rang 6                          |
| Sportwagen über 2000 cm³    | Jacky Ickx     | Hurley Haywood         | Jürgen Barth      | Porsche 936/77 | Gesamtsieg                      |
| Sportwagen unter 2000 cm³   | Michel Pignard | Albert Dufréne         | Jacques Henry     | Chevron B36    | Rang 6                          |
| GTP                         | Jean Rondeau   | Jean Ragnotti          |                   | Inaltera LM77  | Rang 4                          |
| Gruppe 5                    | Peter Gregg    | Claude Ballot-Léna     |                   | Porsche 935    | Rang 3                          |
| GT                          | Bob Wollek     | Jean-Pierre Wielemanns | Philippe Gurdjian | Porsche 934    | Rang 7                          |
| IMSA                        | Jean Xhenceval | Pierre Dieudonné       | Spartaco Dini     | BMW 3.0 CSL    | Rang 8                          |

### Renndaten
- Gemeldet: 87
- Gestartet: 55
- Gewertet: 20
- Rennklassen: 7
- Zuschauer: 170.000
- Ehrenstarter des Rennens: Pierre Ugeux, Präsident der FISA
- Wetter am Rennwochenende: Samstag, warm und trocken; Sonntag, kalt und regnerisch
- Streckenlänge: 13,640 km
- Fahrzeit des Siegerteams: 24:00:00,000 Stunden
- Gesamtrunden des Siegerteams: 343
- Distanz des Siegerteams: 4671,830 km
- Siegerschnitt: 194,651 km/h
- Pole Position: Jean-Pierre Jabouille – Alpine A442 (#9) – 3.31.070 = 231,951 km/h
- Schnellste Rennrunde: Jacky Ickx – Porsche 936/77 (#4) – 3.36.500 = 226,808 km/h
- Rennserie: zählte zu keiner Rennserie